# چارلز پچر
چارلز پچر (انگلیسی: Charles Pecher; ۲۶ نوامبر ۱۹۱۳ – ۲۸ اوت ۱۹۴۱ (۲۷ سال)) دانشمند در زمینه پزشکی هسته‌ای اهل بلژیک بود.